# Vertrag von Sevilla
Der Vertrag von Sevilla beendete am 9. November 1729 formell den Englisch-Spanischen Krieg (1727–1729). Er kam unter Vermittlung des französischen Ministers André-Hercule de Fleury zustande. Vorausgegangen waren der Abschluss eines Präliminarfriedens am 31. Mai 1727 in Paris, welcher die Kampfhandlungen in Europa beendete und die Konvention von Pardo vom 8. März 1728, welche dem See- und Handelskrieg in Übersee ein Ende setzte. Der Status quo ante wurde wiederhergestellt. Spanien bestätigte damit noch einmal den britischen Besitz von Gibraltar und Menorca, während Großbritannien im Gegenzug versicherte, die Einrichtung einer Sekundogenitur für Don Carlos, den Sohn der spanischen Königin, zu unterstützen.